# Dolomedes okefinokensis
Espèce
Dolomedes okefinokensis est une espèce d'araignées aranéomorphes de la famille des Dolomedidae.

## Distribution
Cette espèce est endémique des États-Unis. Elle se rencontre en Floride et en Géorgie.

## Description

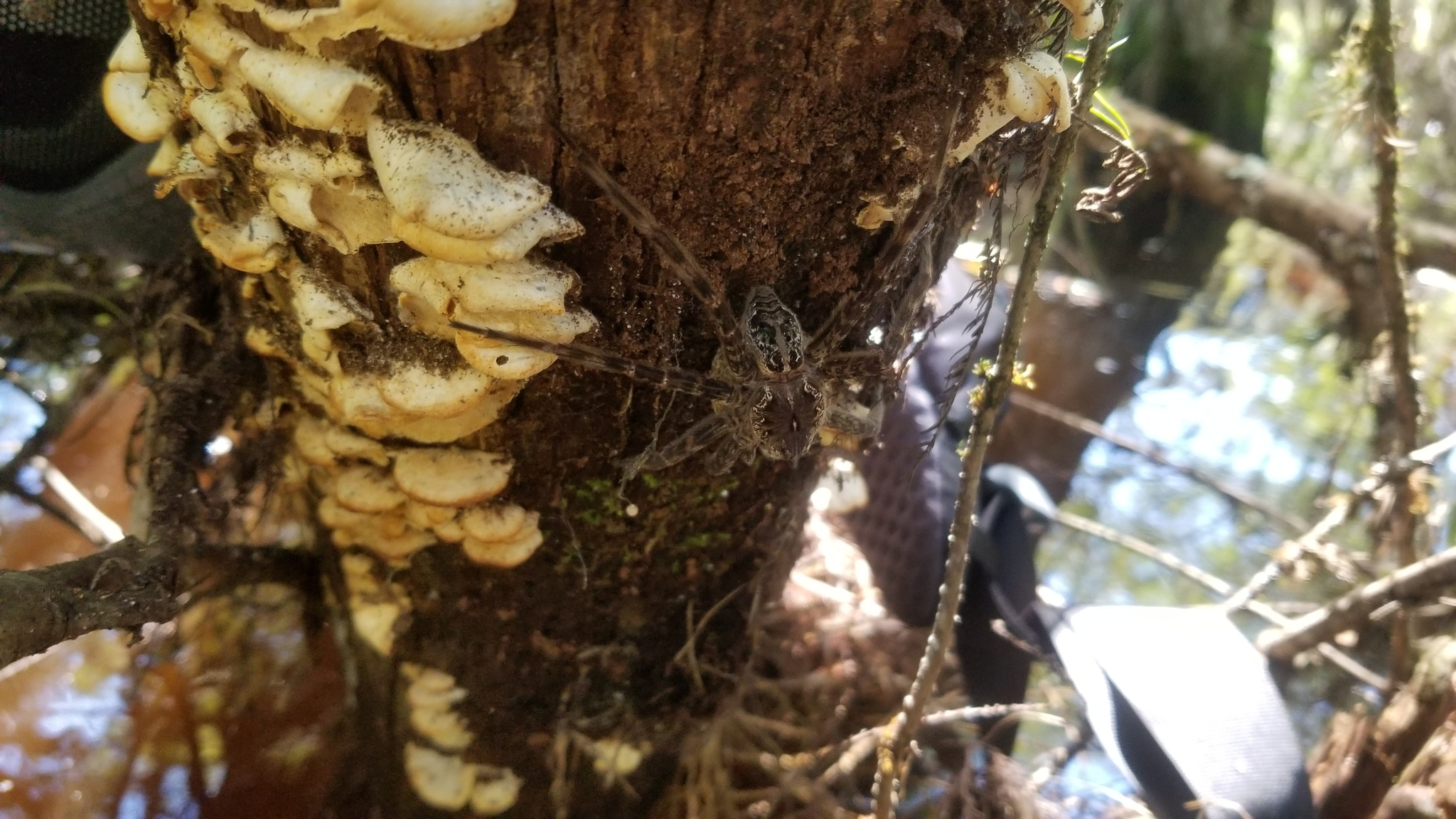
Dolomedes okefinokensis

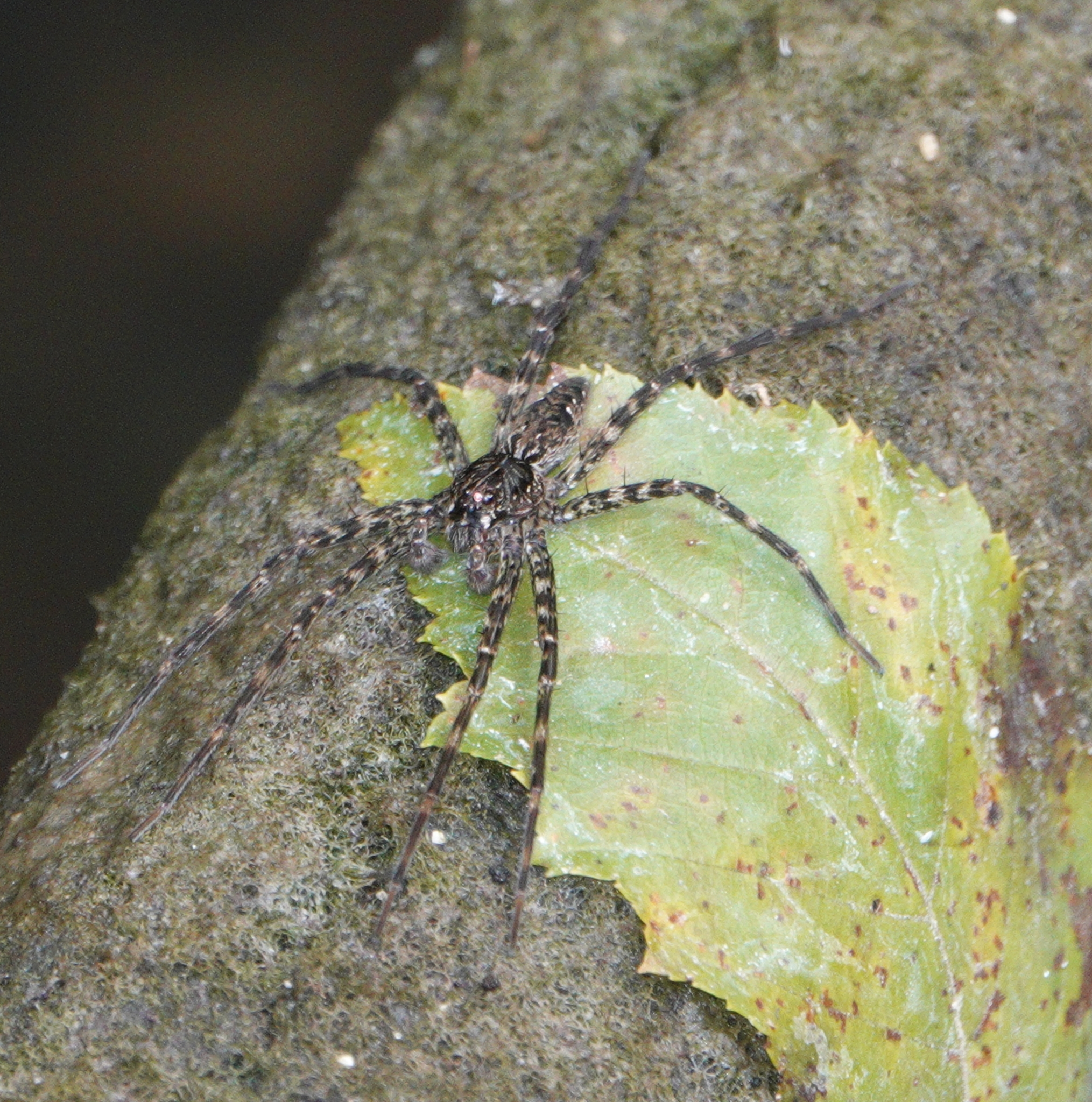
Dolomedes okefinokensis

La femelle holotype mesure 30 mm et le mâle paratype 8 mm.

## Systématique et taxinomie
Cette espèce a été décrite par Bishop en 1924.

## Étymologie
Son nom d'espèce, composé de okefinok[ee] et du suffixe latin -ensis, « qui vit dans, qui habite », lui a été donné en référence au lieu de sa découverte, les marais d'Okefenokee.

## Publication originale
- Bishop, 1924 : « A revision of the Pisauridae of the United States. » New York State Museum Bulletin, no 252, p. 1-140.